# Ligne T3 du BHNS du Mans
La ligne T3 du BHNS du Mans, plus souvent simplement nommée T3, est un bus à haut niveau de service (BHNS) qui est exploité par la Société d'économie mixte des transports en commun de l'agglomération mancelle (SETRAM), dont la mise en service est intervenue le 20 février 2016 à 11 h 30, entre les arrêts Gares, au Mans, et Allonnes - Bois Joli, sur la commune d'Allonnes, en empruntant une grande partie du boulevard Demorieux.

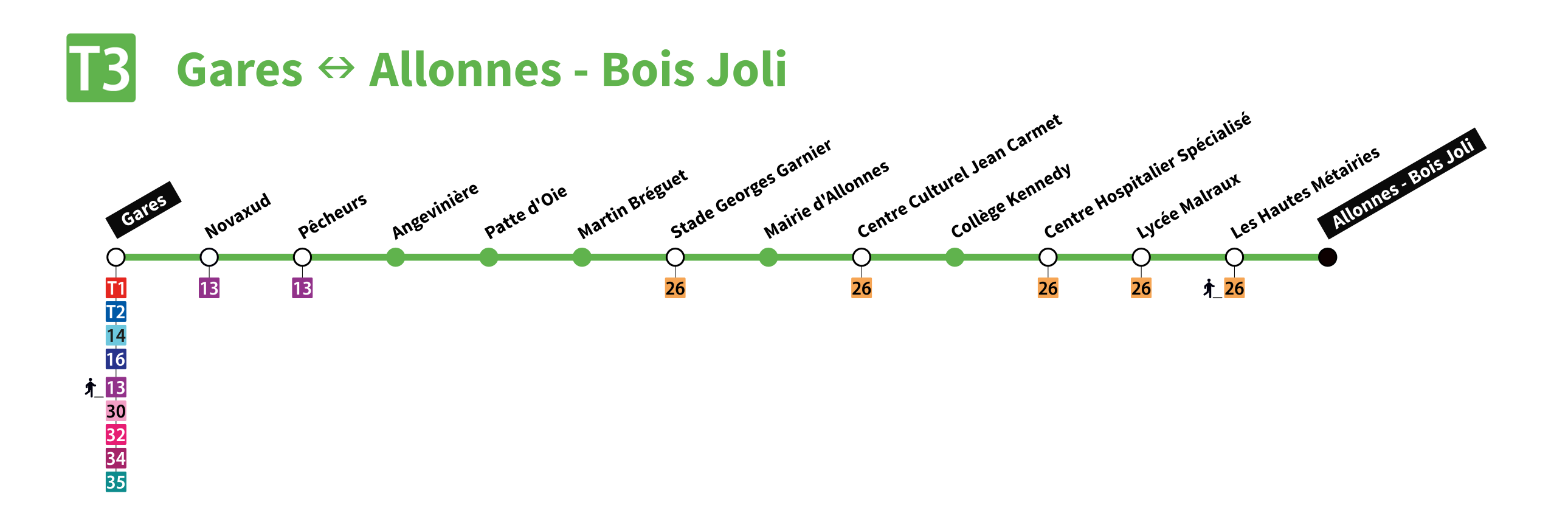
Plan schématique de la ligne.

## Matériel
La communauté urbaine du Mans (Le Mans Métropole) a décidé d'acheter dix bus Crealis 18 GNC d'Iveco Bus pour cette ligne. La livrée est différente des autres lignes.

## Tracé

Tracé géographique de la ligne T3

La nouvelle ligne T3 reprend l'itinéraire de la ligne 16 ainsi supprimée. Pour distinguer les bus spécifiques de cette ligne vis-à-vis des autres lignes de bus, les véhicules qui y sont affectés reçoivent l'inscription Tempo sur les faces avant et latérales et ont une livrée un peu différente,.

### Stations

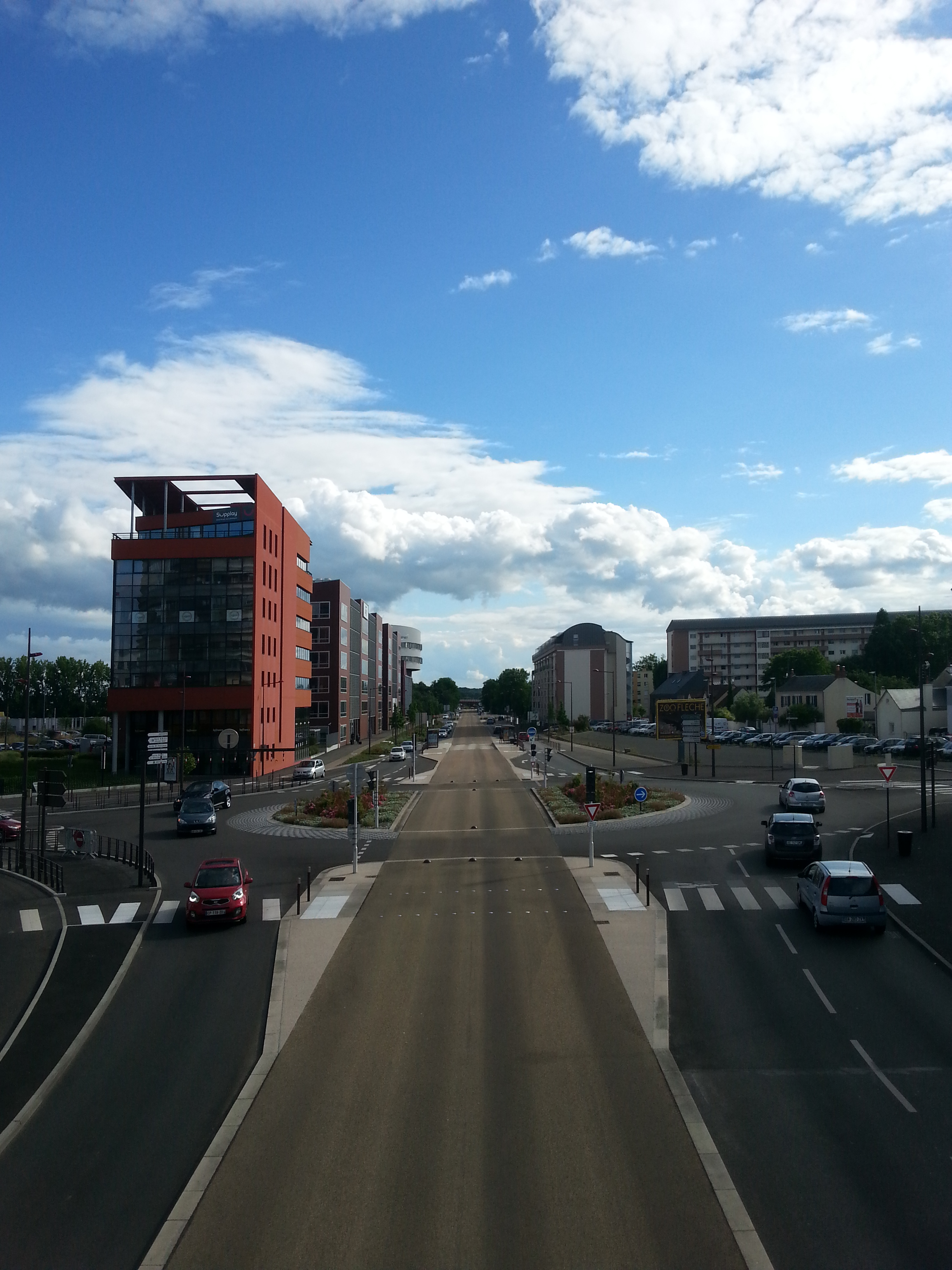
Le Boulevard Demorieux, emprunté par la ligne.

La ligne comporte les 14 arrêts suivants:
|  |   |  | Stations                      | Lat/Long                    | Communes | Correspondances                                                    |
|  | - |  | ----------------------------- | --------------------------- | -------- | ------------------------------------------------------------------ |
|  | ■ |  | Gares                         | 47° 59′ 43″ N, 0° 11′ 38″ E | Le Mans  | SNCF • T1 T2 • 14 16 à Gare Routière : 13 à Gare Sud : 30 32 34 35 |
|  | • |  | Novaxud                       | 47° 59′ 40″ N, 0° 11′ 08″ E | Le Mans  | 13                                                                 |
|  | • |  | Pêcheurs                      | 47° 59′ 24″ N, 0° 10′ 56″ E | Le Mans  | 13                                                                 |
|  | • |  | Angevinière                   | 47° 59′ 06″ N, 0° 10′ 42″ E | Le Mans  |                                                                    |
|  | • |  | Patte d'Oie                   | 47° 58′ 43″ N, 0° 10′ 24″ E | Le Mans  | Parc relais                                                        |
|  | • |  | Martin Bréguet                | 47° 58′ 35″ N, 0° 10′ 05″ E | Le Mans  |                                                                    |
|  | • |  | Stade Georges Garnier         | 47° 58′ 23″ N, 0° 09′ 31″ E | Allonnes | 26                                                                 |
|  | • |  | Mairie d'Allonnes             | 47° 58′ 13″ N, 0° 09′ 35″ E | Allonnes |                                                                    |
|  | • |  | Centre culturel Jean Carmet   | 47° 58′ 03″ N, 0° 09′ 37″ E | Allonnes | 26                                                                 |
|  | • |  | Collège Kennedy               | 47° 57′ 55″ N, 0° 09′ 43″ E | Allonnes |                                                                    |
|  | • |  | Centre hospitalier spécialisé | 47° 57′ 35″ N, 0° 09′ 56″ E | Allonnes | 26                                                                 |
|  | • |  | Lycée Malraux                 | 47° 57′ 23″ N, 0° 09′ 57″ E | Allonnes | 26                                                                 |
|  | • |  | Les Hautes Métairies          | 47° 57′ 10″ N, 0° 09′ 55″ E | Allonnes | à Allonnes : 26                                                    |
|  | ■ |  | Allonnes - Bois Joli          | 47° 57′ 01″ N, 0° 09′ 47″ E | Allonnes | Parc relais                                                        |

## Fréquentation
Pour sa première année d'exploitation, le nombre de voyages a augmenté de 15 % par rapport à la ligne de bus qu'elle a remplacée. En 2017, pour sa première année de pleine exploitation, le nombre de voyages réalisé a augmenté de 32 % par rapport à 2016. En 2019. En 2020, la pandémie de COVID-19 a pour conséquence de baisser d'un tiers la fréquentation de la ligne et du réseau SETRAM.
| Année                                  | 2016 | 2017 | 2018 | 2019 | 2020 |
| Nombre de voyages annuel (en millions) | 1,2  | 1,6  | 1,8  | 1,6  | 1,1  |